# 薩利納鎮區 (伊利諾伊州坎卡基縣)
薩利納鎮區（英語：Salina Township）是位於美國伊利諾伊州坎卡基縣的一個行政鎮區。

## 地方資料
根據2010年美國人口普查的數據，薩利納鎮區的面積為94.80平方千米，當中陸地面積為94.80平方千米，而水域面積為0.00平方千米。當地共有人口1350人，而人口密度為每平方千米14.24人。